# Jason Grimes
Jason Grimes, né le 10 septembre 1959, est un ancien athlète américain, spécialiste du saut en longueur.
Il a participé à la première édition des Championnats du monde à Helsinki en juillet 1983. Il remporte la médaille d'argent dans le concours de saut en longueur masculin. Il réalise sa meilleure performance (8,43 mètres) le 16 juin 1985 lors d'un meeting à Indianapolis (Indiana).
Grimes a fait ses études à l'Université du Tennessee en 1981.

## Palmarès

### Championnats du monde
- Championnats du monde d'athlétisme 1983  à Helsinki ( Finlande)
  -  Médaille d'argent en saut en longueur

## Sources
- (en) Cet article est partiellement ou en totalité issu de l’article de Wikipédia en anglais intitulé « Jason Grimes » (voir la liste des auteurs).